# ATP Challenger Lins
Der ATP Challenger Lins (offiziell: Lins Challenger) war ein Tennisturnier, das von 1988 bis 1992 jährlich in Lins, Bundesstaat São Paulo, stattfand. Es gehörte zur ATP Challenger Tour und wurde im Freien auf Sand gespielt.

## Liste der Sieger

### Einzel
| Jahr | Sieger           | Finalgegner    | Ergebnis      |
| ---- | ---------------- | -------------- | ------------- |
| 1992 | Gilbert Schaller | Mauricio Hadad | 6:3 6:3       |
| 1991 | Nicolás Pereira  | Luis Lobo      | 1:6, 6:0, 6:3 |
| 1990 | Pedro Rebolledo  | João Zwetsch   | 7:6, 4:6, 6:1 |
| 1989 | Jaime Oncins     | Fernando Roese | 2:6, 6:3, 7:6 |
| 1988 | Danilo Marcelino | Fernando Roese | 6:3, 6:3      |

### Doppel
| Jahr | Sieger                             | Finalgegner                        | Ergebnis      |
| ---- | ---------------------------------- | ---------------------------------- | ------------- |
| 1992 | João Cunha e Silva Nicolás Pereira | Cássio Motta Fernando Roese        | 6:3, 6:4      |
| 1991 | Ricardo Acioly Mauro Menezes       | Eduardo Furusho João Zwetsch       | 2:6, 7:5, 7:5 |
| 1990 | José Luis Aparisi José Clavet      | Javier Frana Agustín Moreno        | 7:6, 6:3      |
| 1989 | David Macpherson Gerardo Mirad     | João Cunha e Silva Ivan Kley       | 2:6, 6:3, 6:2 |
| 1988 | Givaldo Barbosa Ricardo Camargo    | Marcelo Hennemann Edvaldo Oliveira | 6:1, 3:6, 6:3 |